# Cephalocera fascipennis
Cephalocera fascipennis är en tvåvingeart som beskrevs av Macquart 1838. Cephalocera fascipennis ingår i släktet Cephalocera och familjen Mydidae. Inga underarter finns listade i Catalogue of Life.